# 托马斯·霍洛派宁

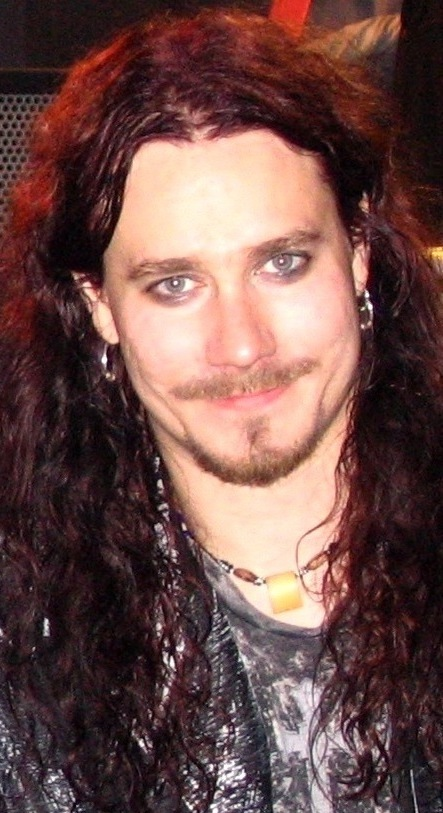
霍洛派宁于2007年

托马斯·劳里·约翰内斯·霍洛派宁（芬蘭語：Tuomas Lauri Johannes Holopainen；1976年12月25日—），芬兰词曲作家、多种乐器演奏家、唱片制作人，他尤其以交响金属乐队夜愿的创始人、领队、键盘手及作词家而著称。他也曾学习过爵士乐和古典音乐，但他更自认为从和声电影音乐中受到影响。
他也曾在Nattvindens Gråt和Darkwoods My Betrothed乐队里演奏过，并和哥特金属乐队For My Pain...及蒂莫·劳蒂艾宁的乐队合作过。
霍洛派宁为电影配乐写过几首歌，包括与夜愿贝斯手及男声歌手马可·希耶塔拉合作在2007年为一部芬兰电影所写的歌曲“While Your Lips Are Still Red”。他也与别人一起为发行于2012年11月夜愿自己的电影《Imaginaerum》谱曲过。
2014年霍洛派宁发行了他的首张个人专辑《Music Inspired by the Life and Times of Scrooge》。